# مسدودکردن سیستم نام دامنه
مسدود سازی سامانه نام دامنه یا (به اختصار) DNS Blocking/ Filtering روشی برای سخت ساختن دسترسی کاربران برای یافتن دامنه و وب سایت‌هایی بر روی اینترنت. این روش اولین بار در سال ۱۹۹۷ معرفی شد که به معنای مسدود سازی ایمیل‌های مسدود شده از طرف ای پی‌های مخرب می‌باشد.
مسدود کردن سیستم نام دامنه به خوبی می‌تواند برای درخواست‌های خروجی نیز استفاده شود. به جای بازگشت آدرس IP معتبر از یک سایت درخواستی (برای مثال، به جای ۱۹۸٫۳۵٫۲۶٫۹۶ که توسط سیستم نام دامنه بازگردانده شده‌است، هنگامی که "www.wikipedia.org" به یک مرورگر وارد شده، اگر این IP در لیست مسدود شده بود، سیستم نام دامنه ممکن است پاسخ دهد که دامنه ناشناخته است یا با یک آدرس IP متفاوت است که به یک سایت هدایت می‌شود که نشان دهنده آن است که دامنه درخواست شده مجاز نیست). مورد دیگری که کابر به مقصد دیگری هدایت می‌شود ممکن است به عنوان جعل سامانه نام دامنه و در غیر این صورت به عنوان مسموم سازی سیستم نام دامنه شناخته می‌شود. مسدود کردن سیستم نام دامنه می‌تواند به سرورهای شخصی/ آدرس آی پی یا کل بلوک‌های آدرس آی پی به دلایل مختلفی اعمال شود.
برخی تنظیم کننده‌های سیستم نام دامنه عمومی، همچون Quad9 و CleanBrowsing که فیلترهای پیشنهادی آنها بخشی از سیستم نام نامنه‌شان است. Quad9، برای مثال دسترسی به فیلدهای شناخته شده فیشینگ و دامنه‌های مخرب را مسدود می‌کند. CleanBrowsing با مسدود سازی دسترسی کودکان به محتوای بزرگسالان از آن‌ها محافظت می‌کند.

## قانون پیشنهادی
علاوه بر تأثیر فنی آن، مسدود کردن سیستم نام دامنه نیز پیامدهای اجتماعی و سیاسی بسیاری دارد. سخنرانی آزاد و روند صحیح، کلید در نظر گرفته شده برای مسدود سازی سیستم نام دامنه است، به ویژه در ایالات متحده است. مسدود کردن سیستم نام دامنه توسط قانون توقف سرقت آنلاین (SOPA) و قانون محافظت آی پی (PIPA) پیشنهاد شد که مجوز بگیرد. این روشی است که بالاخره پایه‌های معماری اینترنت را عوض می‌کند. هدف در نظر گرفته شده برای استفاده از آن به عنوان SOPA و PIPA جلوگیری از دسترسی پیدا کردن کاربران به‌طور عمدی یا ناخواسته به وب سایت‌ها و وب سرویس‌هایی است که بدون مجوز مطالب دارای کپی رایت را میزبانی می‌کنند.
بر اساس یک مقاله در مجله شبکه جهانی، «فقط به‌طور کلی، افرادی که مسئول توسعه تکنولوژی و بهره‌برداری از اینترنت هستند گفته‌اند که پیشنهادهای مسدود کردن سیستم نام دامنه، تکنولوژی‌های حیاتی اینترنت را خراب می‌کند در حالی که در عین حال به‌طور کامل در برابر افرادی که دربارهٔ نقض قانون کپی رایت مصمم هستند و در برابر کسانی که رفتار غیر معقولی دارند بی اثر است.» آنها ادعا می‌کنند که سیاستمدارانی که از این نوع قانون حمایت می‌کنند، تحت تأثیر فشارهایی از طرف لابی گرها و اهدا کنندگان به کمپین‌های خود هستند. این لابیگران و اهداکنندگان اغلب وابسته به گروه‌های خاص علاقه‌مند مانند MPAA و RIAA هستند.

## انتقاد
اریک اشمیت، رئیس گوگل، اظهار داشت: «من بسیار بسیار مراقب بودم اگر دولتی بودم که راه حل‌های ساده خودسرانه را برای جل مشکلات پیچیده استفاده می‌کردم» در رابطه با مسدود کردن سیستم نام دامنه و لایحه PIPA. کارشناسان ادعا می‌کنند که کاربران با استفاده از موتورهای جستجوی و سرورهای DNS خارجی می‌توانند به مسدود کردن سیستم نام دامنه نزدیک شوند. در حقیقت، در عرض دو ماه از معرفی این قانون، افزونه‌های مرورگر منتشر شد که کاربر را قادر می‌سازد تا دامنه‌های مسدود شده را حل کند.
بسیاری از کارشناسان صنعت نگرانی‌هایی در مورد تأثیر مسدود کردن سیستم نام دامنه در امنیت اینترنت دارند. یکی از مدیران سابق دولت بوش، سیاست وزارت امنیت داخلی ادعا کرد که تغییر سیستم نام دامنه «آسیب جدی به امنیت اینترنت خواهد زد.»